# بروستر (دهانه)
بروستر یک دهانه برخوردی در ماه است.